# 大碗岛

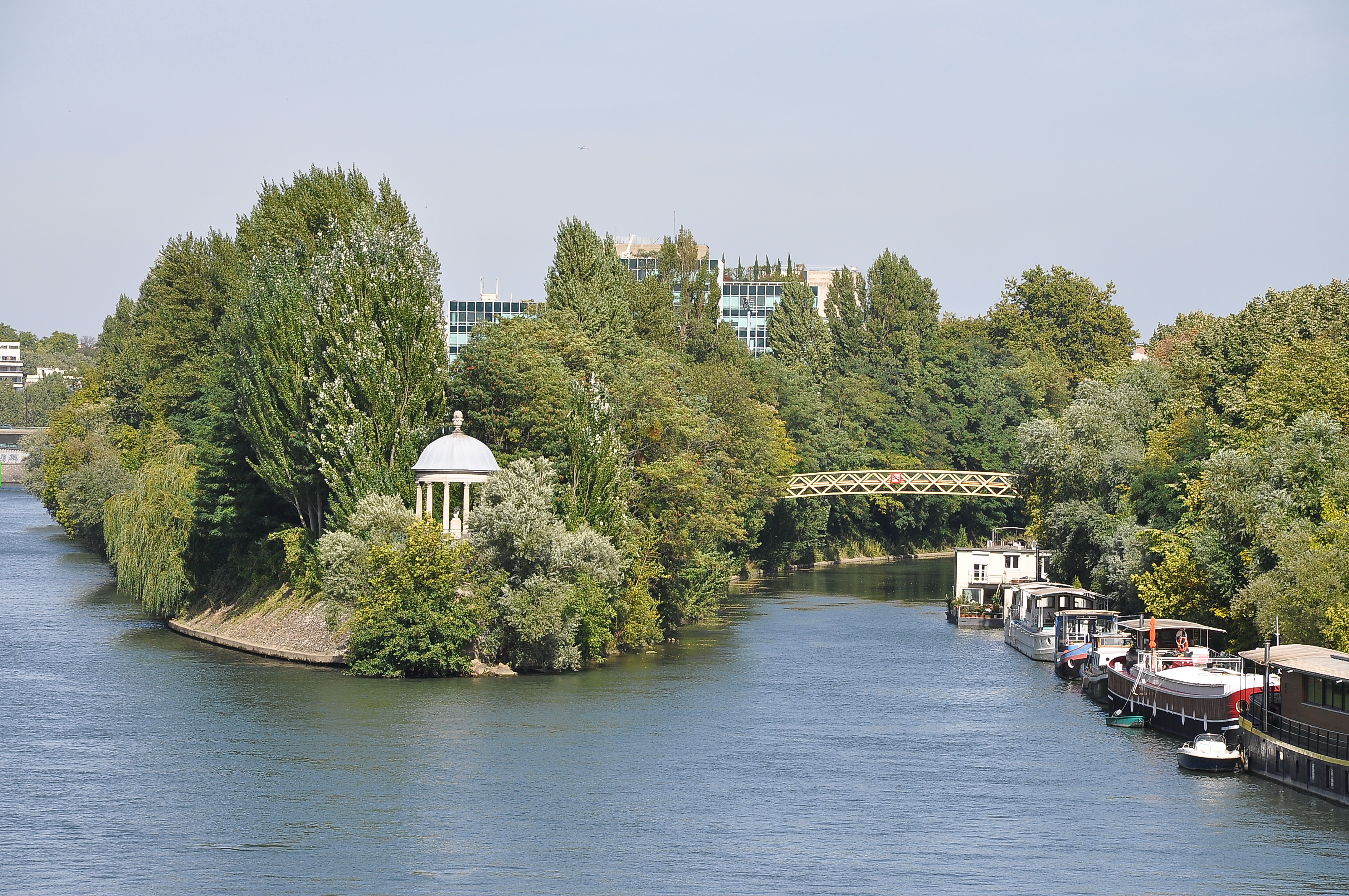
從訥伊橋眺望大碗岛的愛神殿

大碗岛（法語： 或 ），位于法国上塞纳省，是塞纳河中的一个河岛，跨塞纳河畔讷伊和勒瓦卢瓦-佩雷两个市镇。它座落在巴黎的一个城门口，距离巴黎圣母院7公里、巴黎凯旋门3公里。岛上现有居民约 4,000人。长 2 km ，最宽处宽约200 米。
大碗岛因乔治·修拉的点彩油画《大碗岛的星期天下午》（1884-1886年繪）而著称。许多画家也曾画过大碗岛。

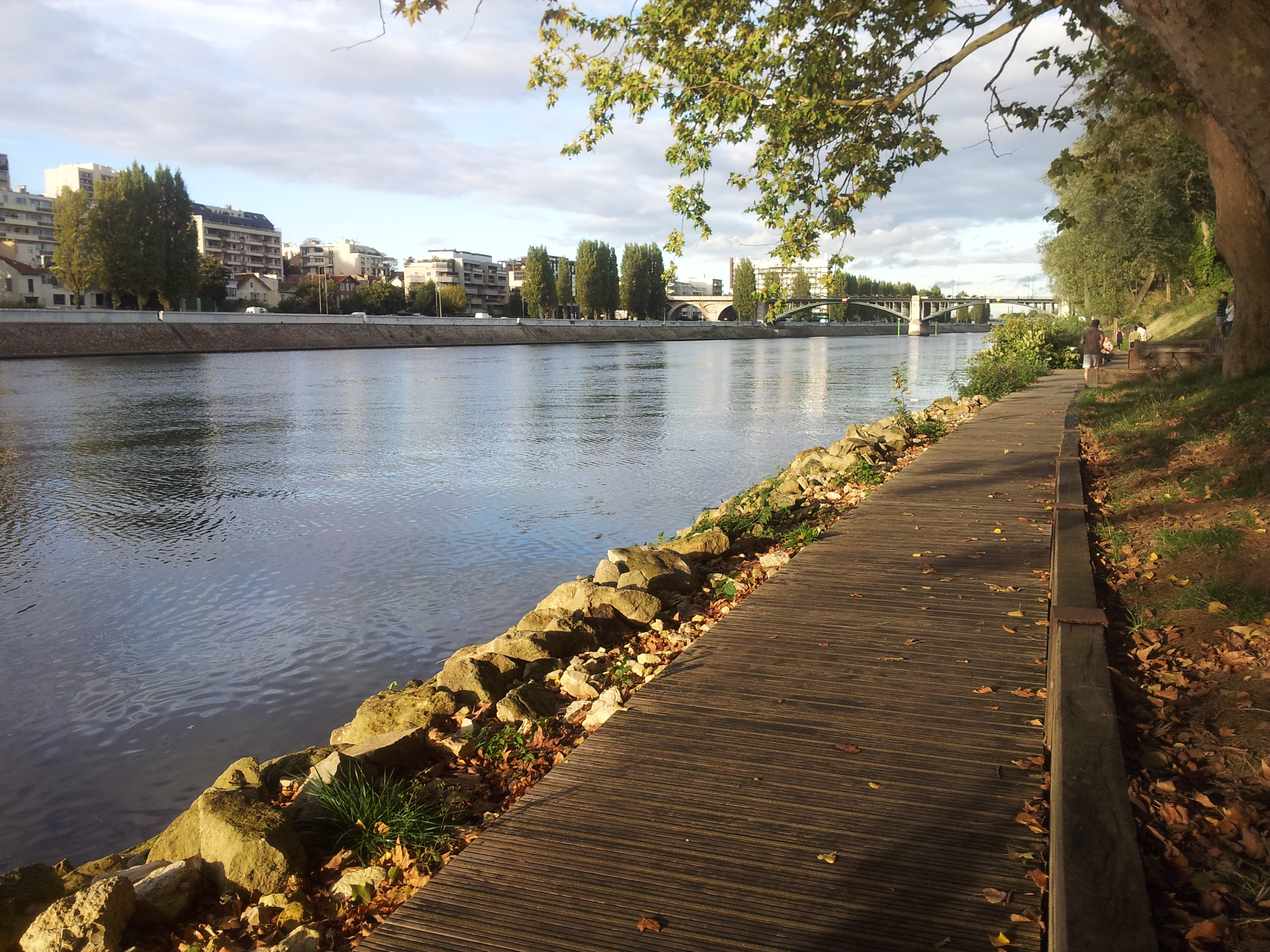
修拉的《大碗岛的星期天下午》
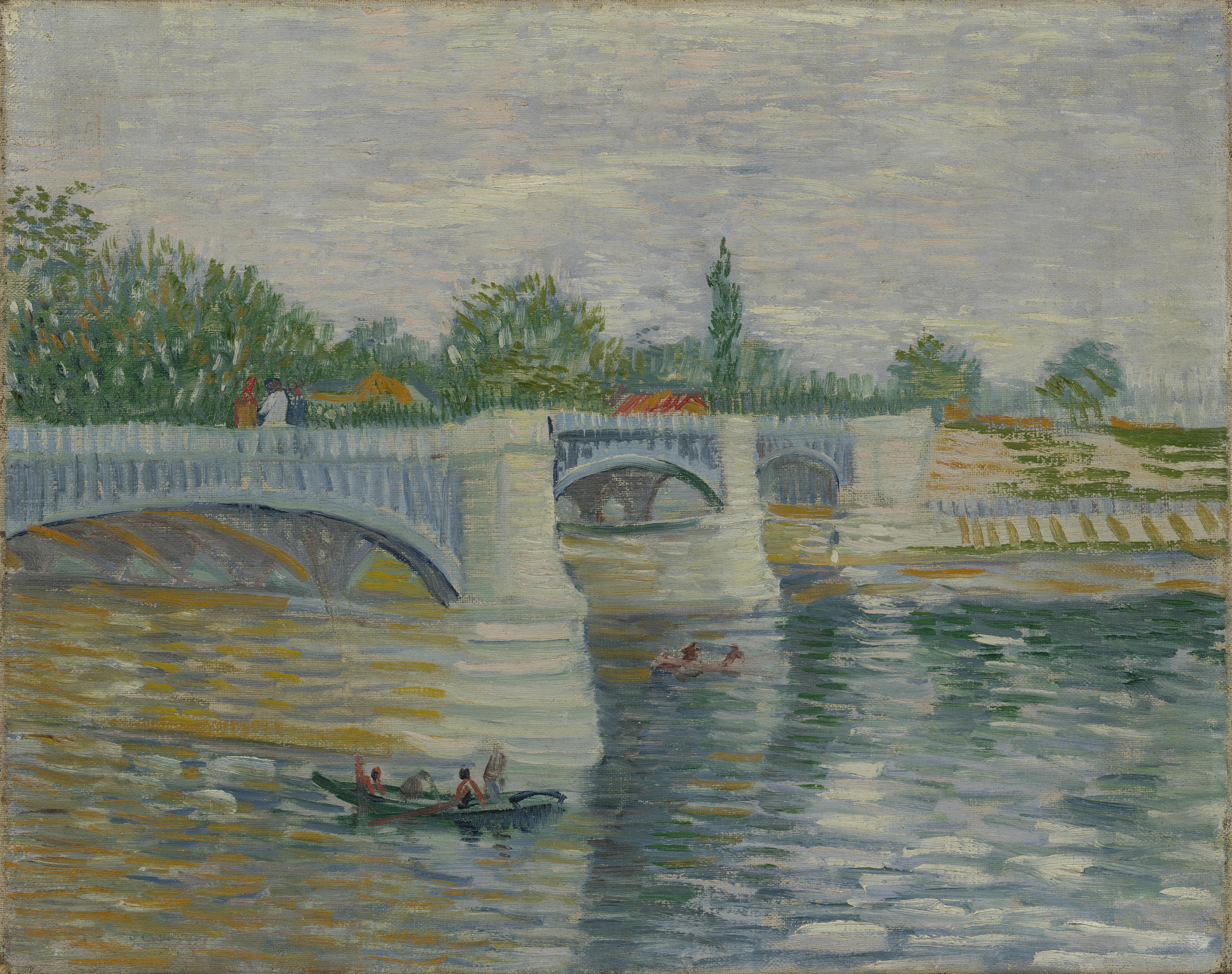
梵高：《能看见大碗岛之桥的塞纳河》（La Seine et le pont de la Grande Jatte）, 1887年繪